# Panamerički kup u hokeju na travi
Panamerički kup u hokeju na travi (eng. Pan American Cup) je međunarodno natjecanje američkih reprezentacija u športu hokeju na travi.
Krovna organizacija za ovo natjecanje je Panamerička hokejaška federacija (eng. Pan American Hockey Federation, kratica: PAHF). 
Natjecanje se prvi put održalo 2000. godine u muškoj konkurenciji, a 2001. u ženskoj.
Po sadašnjem (stanje od siječnja 2009.) natjecateljskoj sustavu, pobjednik Panameričkog kupa automatski stječe pravo sudjelovanja na idućem svjetskom kupu odnosno pobjednice na idućem svjetskom kupu za žene.
Danas se u muškoj konkurenciji natječe 12 momčadi, a u ženskoj konkurenciji 8 djevojčadi.
Najuspješnije su momčadi Argentine i Kube. Najuspješnija djevojčad je Argentina.

## Muški

### Sažetci
| 2000. | Havana, Kuba     | Kuba      | liga-sustav | Kanada | Argentina         | liga-sustav | Čile              |
| 2004. | London, Kanada   | Argentina | 2:1         | Kanada | Čile              | 2:1         | Trinidad i Tobago |
| 2009. | Santiago, Čile   | Kanada    | 2:1 (prod.) | SAD    | Argentina         | 4:0         | Čile              |
| 2013. | Brampton, Kanada | Argentina | 4:0         | Kanada | Trinidad i Tobago | 3:1         | SAD               |

### Vječna ljestvica
| Momčad            | Prvaci           | Doprvaci                | Brončani         |
| ----------------- | ---------------- | ----------------------- | ---------------- |
| Argentina         | 2 (2004., 2013.) |                         | 2 (2000., 2009.) |
| Kanada            | 1 (2009.)        | 3 (2000., 2004., 2013.) |                  |
| Kuba              | 1 (2000.)        |                         |                  |
| SAD               |                  | 1 (2009.)               |                  |
| Čile              |                  |                         | 1 (2004.)        |
| Trinidad i Tobago |                  |                         | 1 (2013.)        |

## Žene

### Sažetci
| 2001. | Kingston, Jamajka    | Argentina | 4:1               | SAD | Kanada | 6:0 | Urugvaj           |
| 2004. | Bridgetown, Barbados | Argentina | 3:0               | SAD | Kanada | 5:0 | Urugvaj           |
| 2009. | Hamilton, Bermuda    | Argentina | 2:2 (7:6) (rasp.) | SAD | Čile   | 2:1 | Trinidad i Tobago |
| 2013. | Mendoza, Argentina   | Argentina | 1:0               | SAD | Kanada | 2:1 | Čile              |

### Vječna ljestvica
| Djevojčad | Prvakinje                      | Doprvakinje                    | Brončane                |
| --------- | ------------------------------ | ------------------------------ | ----------------------- |
| Argentina | 4 (2001., 2004., 2009., 2013.) |                                |                         |
| SAD       |                                | 4 (2001., 2004., 2009., 2013.) |                         |
| Kanada    |                                |                                | 3 (2001., 2004., 2013.) |
| Čile      |                                |                                | 1 (2009.)               |